# 室內樂 (喬伊斯)
《室內樂》（Chamber Music），是喬伊斯的第一部作品，一部詩集，1907年出版，收錄三十六首短詩，自稱是「自我表達」（expression of myself），這些詩句多少代表喬伊斯一生的自傳（喬伊斯的作品大都帶有自傳的意味）。這段時期是喬伊斯表現的叛逆，他常去都柏林的红灯区嫖妓，對生活充滿了悲劇感。1922年出版的《尤利西斯》第十一章下半節還提到室內樂，布魯姆想到“Chamber Music, Could make a kind of pun on that……”。1939年喬伊斯在給高爾門的信中提到：
“親愛的，《室內樂》是你我青年時代的慾望的象徵，是當時慾望的完美結束。我写它，是为了反抗我自己……”。
但喬斯伊本人也承認，他並不喜歡《室內樂》，並說《都柏林人》每一頁都比他的詩集精采。